# Obel Obel
Obel Obel is een bestuurslaag in het regentschap Oost-Lombok van de provincie West-Nusa Tenggara, Indonesië. Obel Obel telt 3886 inwoners (volkstelling 2010).